# 達納 (愛荷華州)
達納（英語：Dana）是一個位於美國愛荷華州格林縣的城市。

## 地理
達納的座標為42°06′24″N 94°14′25″W / 42.10667°N 94.24028°W，而該地的平均海拔高度為343米（即1125英尺）。

## 人口
根據2010年美國人口普查的數據，達納的面積為0.73平方千米，當中陸地面積為0.73平方千米，而水域面積為0.00平方千米。當地共有人口71人，而人口密度為每平方千米97人。